# Ligne Hankyu Itami
La ligne Hankyu Itami (阪急伊丹線, Hankyū Itami-sen) est une courte ligne ferroviaire du réseau Hankyu au Japon. Elle relie la gare de Tsukaguchi à celle d'Itami dans la préfecture de Hyōgo. La ligne Itami est une branche de la ligne Kobe.

## Histoire
La ligne a été ouverte le 16 juillet 1920.

## Caractéristiques

### Ligne
- Ecartement : 1 435 mm
- Alimentation : 1 500 V par caténaire
- Vitesse maximale : 70 km/h

### Liste des gares
| Numéro | Gare       | Nom japonais | Distance depuis Tsukaguchi (km) | Correspondances | Ville     |
| ------ | ---------- | ------------ | ------------------------------- | --------------- | --------- |
| HK-08  | Tsukaguchi | 塚口         | 0                               | Hankyu : Kobe   | Amagasaki |
| HK-18  | Inano (ja) | 稲野         | 1,4                             |                 | Itami     |
| HK-19  | Shin-Itami | 新伊丹       | 2,2                             |                 | Itami     |
| HK-20  | Itami      | 伊丹         | 3,1                             |                 | Itami     |